# 孔令煜
孔令煜（1887年2月26日—1955年2月21日），字霅光、號一庵，山東曲阜人，孔子七十六代孫。清末衍圣公孔令貽族弟、山東省第一屆立法院立法委員孔令燦兄長，大成至聖先師奉祀官孔德成族叔。

## 生平
孔令煜出生于光绪十三年（1887年），為清末丁酉科举人孔祥楨長子，有兩個弟弟孔令燦、孔令烜；後被過繼給無子的伯父、候選州判孔祥桓為嗣。孔令煜出自孔氏大宗近支五凝堂中的凝祉堂，高祖父孔憲增為衍圣公孔昭煥次子、曾祖父孔慶鑾為衍聖公孔慶鎔同母弟。
光绪二十九年（1903年）為生员，後於山東優級師範學堂（山東省濟南師範學校前身）畢業，歷任山東省運河船捐局局長、山東省財政廳科長等職。由於身為大成至聖先師奉祀官孔德成的近支長輩，孔府的一些重要事務常由孔令煜主持，孔德成嫡母陶夫人的葬禮、孔德成的婚禮，也都是由他主持策畫。七七事变後，孔令煜為方便料理府務，將家人從济南市遷入西院的紅萼軒居住，自己則隨政府機關撤退到宁阳县。孔德成於1938年初奉命隨孫桐萱撤離曲阜前，由於孔令煜是家族中分支最近且具威望的長輩，便連夜將他召回曲阜，委託他代為管理孔府；當時迅速起草了一份協議書，直到孔令煜過世後才公開，其內容包括：
|  | 1. 由孔令煜做奉祀官並代理府務，但錢糧財務概不經手 2. 由公府原內總管繼續擔任內總管，調回前已辭退的陳景堂任外總管 3. 孔令煜雖代奉祀官孔德成管理府務，並不享受奉祀官的俸祿，但其他一切府內差役人員的薪俸或糧飯仍一律照發不誤 |

此後九年，孔令煜在曲阜代理奉祀官，主持林廟祀典及維護曲阜古蹟。抗戰期間，孔令煜曾於孔府、曲阜孔庙收容難民，為與日本人斡旋，他較為圓滑處事；他曾宴請日本高級軍官，還在孔子誕辰時配合汪精卫国民政府發表演說，廣播中提及「與日本共存共榮」、支持日本「東亞戰爭」等語。1946年中国人民解放军進駐曲阜，孔令煜積極配合中国共产党政策，參加仲裁會議、實施減租減息並為工人加薪。翌年孔德成返回曲阜，孔令煜辭職返回濟南，後遷居北京市終老。1955年2月21日，孔令煜於北京病故，享壽六十八歲；初葬於北京市八宝山革命公墓，1989年10月遷葬孔林。
夫人王氏、孫氏、于保淑，有一子孔德墉，三女孔德坤、孔德堳、孔德垿；孫女孔維晶、孔維卉，孫子孔众（孔維眾）。